# Jean-Luc persécuté (roman)
Pour les articles homonymes, voir Jean-Luc persécuté.
Jean-Luc persécuté est un roman de Charles-Ferdinand Ramuz publié en 1908.

## Historique
Jean-Luc persécuté est un roman de Charles-Ferdinand Ramuz (1878 † 1947), publié en 1908.

En 1906, la maison Payot demande à Ramuz  et à Bille, peintre à Sierre, de collaborer pour réaliser un ouvrage sur la montagne valaisanne (Le Village dans la montagne). L'écrivain fera donc plusieurs séjours en Valais et ébauche son premier roman sur la « matière valaisanne »

## Résumé
Au village du haut, Jean-Luc Robille vit avec Christine et son fils. Un dimanche, il découvre que Christine est partie rejoindre dans un fenil Augustin Crettaz, son ancien amoureux, un saisonnier des hôtels. Il prend son fils et descend dans les bas vivre chez sa mère. En mars, Christine étant venue le chercher trois fois, Jean-Luc remonte et un semblant de vie commune reprend. À la fin d'avril, il se casse la jambe en faisant le bois à Sassette. Cet accident les rapproche et c'est de nouveau le bonheur.

À l'entrée de l'été, Augustin étant revenu, Christine court le rejoindre. Jean-Luc la chasse, garde l'enfant et se met à boire. Au printemps suivant, le petit Henri se noie dans l'étang et Jean-Luc sombre dans la folie.

Christine étant revenue pour l'été avec l'enfant d'Augustin, Jean-Luc les enferme dans un fenil et y met le feu. Poursuivi dans la montagne par les gens du village, il se jette dans le vide.

## Éditions en français
- Jean-Luc persécuté et deux autres histoires de la montagne, volume publié par la Librairie académique Didier, Perrin et Cie en novembre 1908, à Paris[2].
- Jean-Luc persécuté, volume publié chez Georg éditeur en décembre 1920, à Genève.
- Jean-Luc persécuté, volume publié aux Éditions Plaisir de Lire en 1987.

## Adaptation
- 1965 :  Jean-Luc persécuté  de Claude Goretta